# Ministerie van Olie, Gas en Milieu
Het Ministerie van Olie, Gas en Milieu (OGM) is een bestuurlijk overheidsorgaan in Suriname dat werd opgericht bij de vorming van het kabinet-Simons in 2025. De minister die voor het eerst aan is getreden is Patrick Brunings (NPS). Vóór de vorming van het kabinet was olie en gas ondergebracht bij het ministerie van Natuurlijke Hulpbronnen (NH) en milieu bij Ruimtelijke Ordening en Milieu.
Dit ministerie zal zich bezighouden met beleidsontwikkeling, toezicht, regulering  exploratie, exploitatie, im- en export, rapportage en internationale betrekkingen.

## Olie- en gassector
In de loop van de 20e eeuw werd in Suriname onder leiding van Eddy Jharap olie gewonnen. Dit gebeurde op kleine schaal, hoewel deze velden in 2022 niettemin goed waren voor een derde van de staatsinkomsten. In 2015 werd olie voor de kust van buurland Guyana gevonden en de eerste grote vondst voor de Surinaamse kust werd op 7 januari 2020 bekend gemaakt. In juni 2024 stond het aantal vondsten inmiddels op acht en werd gerekend op inkomsten van samen uiteindelijk ruim US$ 15 miljard. Twee weken na de verkiezingen van 2025 kwamen de eerste geluiden van een speciaal ministerie voor deze belangrijke nieuwe inkomstenbron, wat een te breed takenpakket voor alleen NH werd geacht.